# Smiling Fish 2008
Der Smiling Fish 2008 im Badminton fand vom 1. bis zum 6. Mai 2008 in Trang statt.

## Sieger und Platzierte
| Disziplin    | Gold                              | Silber                             | Bronze                                |
| ------------ | --------------------------------- | ---------------------------------- | ------------------------------------- |
| Herreneinzel | Tanongsak Saensomboonsuk          | Pakkawat Vilailak                  | Chong Wei Feng                        |
| Herreneinzel | Tanongsak Saensomboonsuk          | Pakkawat Vilailak                  | Daren Liew                            |
| Dameneinzel  | Porntip Buranaprasertsuk          | Megumi Taruno                      | Sannatasah Saniru                     |
| Dameneinzel  | Porntip Buranaprasertsuk          | Megumi Taruno                      | Nitchaon Jindapol                     |
| Herrendoppel | Fernando Kurniawan Lingga Lie     | Wifqi Windarto Afiat Yuris Wirawan | Mak Hee Chun Teo Kok Siang            |
| Herrendoppel | Fernando Kurniawan Lingga Lie     | Wifqi Windarto Afiat Yuris Wirawan | Bodin Isara Tanongsak Saensomboonsuk  |
| Damendoppel  | Yukina Oku Megumi Taruno          | Ayaka Takahashi Koharu Yonemoto    | Sannatasah Saniru Vivian Hoo Kah Mun  |
| Damendoppel  | Yukina Oku Megumi Taruno          | Ayaka Takahashi Koharu Yonemoto    | Savitree Amitrapai Vacharaporn Munkit |
| Mixed        | Lingga Lie Keshya Nurvita Hanadia | Viki Indra Okvana Natalia Poluakan | Chooi Kah Ming Ng Hui Ern             |
| Mixed        | Lingga Lie Keshya Nurvita Hanadia | Viki Indra Okvana Natalia Poluakan | Hui Wai Ho Mong Kwan Yi               |